# Nelson Boeira Faedrich
Nelson Boeira Faedrich (Porto Alegre, 02 de Janeiro de 1912 - Porto Alegre, 1994) foi um artista, publicitário, pintor e escultor brasileiro.
Começou a interessar-se pela arte ainda menino por causa de seu tio, Oscar Boeira, artista plástico. De formação autodidata, aprendeu muito do ofício na Livraria do Globo, com Ernst Zeuner e outros profissionais da Secção de Desenho, como, por exemplo, fazer litografias em zinco e a explorar os contrastes e a complementaridade entre as cores.
Na Editora Globo criou capas e ilustrações para livros de escritores gaúchos como Érico Veríssimo e Simões Lopes Neto. A ilustrações que fez para o contos de Andersen, foram de tal qualidade e originalidade que os originais encontram-se no acervo do Museu Hans Christian Andersen, na Dinamarca. Ilustrou mais de cem livros. Também fez peças publicitárias para a Cervejaria Continental e outras empresas gaúchas.
A primeira exposição de seus desenhos e ilustrações foi em 1935, no Pavilhão Cultural da Exposição Farroupilha, para a qual também projetou  a capa do catálogo e um dos cartazes de divulgação do evento. Em 1941, o pôster comemorativo ao Bicentenário de Porto Alegre, o 1º lugar no concurso organizado pela municipalidade. O cartaz “Brasileiros! Vossa Terra Vale Mais Que Todo o Ouro do Mundo”, premiado pelo Ministério de Educação e Cultura em 1938. Na década de 1930 teria recebido um convite pessoal de Walt Disney, para trabalhar em seu estúdio, que recusou.
Em 1939, se muda para o Rio de Janeiro, onde dirige o departamento de arte da Empresa de Publicidade Prosper. Ali realiza cartazes para a Loteria Federal; um conjunto de cartazes para o Estado do Rio de Janeiro, divulgando a qualidade das laranjas; cartazes para o Departamento de Imprensa e Propaganda do governo. Com Mário Arjonas (filho de André Arjonas), fez a escultura da índia Timbira, exposta no viaduto Obirici, em Porto Alegre.
Em 1954, fez parte da equipe que fundou o jornal A Hora, sendo dele as primeiras ilustrações a cores que apareceram em jornais do Rio Grande do Sul.  A partir do final da década de 1960, voltou-se para a pintura, tendo realizado um série de 14 quadros a óleo sobre o tema "A música interpretada através da pintura", depois uma série, "Deuses do Panteão Africano (Orixás)".